# 內日丹尼夫卡
49°55′40″N 37°50′56″E / 49.92778°N 37.84889°E
內日丹尼夫卡（烏克蘭語：Нежданівка）是位於烏克蘭東部的村莊，由哈爾科夫州庫皮揚斯克區的德沃里奇纳市镇負責管轄。該村始建於1890年，面積0.42平方公里，海拔高度92米，2001年人口19，人口密度每平方公里45.1人。